# Otto Invenius
Otto Invenius, né le 9 décembre 2000, est un biathlète finlandais. Il participe à la coupe du monde de biathlon depuis 2022.
Il est le frère de Tuukka Invenius (fi), biathlète également.

## Carrière
En 2017 et 2018, Otto Invenius participe aux Championnats du monde juniors de biathlon. Il gagne sa première médaille internationale au Festival olympique de la jeunesse à Erzurum (Turquie), où il obtient le bronze au relais mixte. Il fait ses débuts en IBU Cup lors de la saison 2018-2019, à l'âge de 17 ans. À Idre, il réussit à terminer 10e de son deuxième sprint malgré un échec derrière la carabine. Aux championnats du monde juniors de 2019, il gagne la médaille de bronze du sprint derrière deux Slovènes, Alex Cisar et Lovro Planko. Durant les saisons 2019-2020 et 2020-2021, Invenius prend part à peu de courses, mais dispute cependant les Championnats d'Europe en 2020.
Il fait sa première apparition en Coupe du monde lors de la dernière étape de l'hiver 2022 à Oslo et dispute le sprint et la poursuite, terminant notamment 48e de cette dernière. En juin 2022, il chute à l'entraînement et reste inconscient une minute. Durant l'hiver 2022-2023, Invenius intègre l'équipe nationale mais participe principalement à l'IBU Cup. Durant l'étape de coupe du monde de Ruhpolding, il remplace Tero Seppälä, malade, et se classe 75e de l'individuel. Il participe également au relais avec Tuomas Harjula, Olli Hiidensalo et Jaako Ranta et doit faire un anneau de pénalité, l'équipe finlandaise finissant 8e. En fin de saison, il se classe 23e du sprint à Nové Město, malgré deux tirs ratés. À Oslo, il finit 12e du sprint et 22e de la poursuite, ce qui lui permet de se qualifier pour sa première mass start, qu'il termine à la 27e place. 
Invenius poursuit sa progression la saison suivante, signant son premier top 10 en Coupe du monde à Antholz en janvier (10e de la mass-start). Il participe ensuite aux Championnats du monde 2024 à Nove Mesto, où il dispute toutes les épreuves à l'exception de la mass-start, sans grand résultat toutefois. Au retour des mondiaux, il réalise son premier podium (collectif) en Coupe du monde à Oslo, terminant à la 3e place du relais mixte simple avec Suvi Minkkinen.
Au cours de la saison 2024-2025, il réalise son meilleur résultat en carrière : une 7e place lors de l'individuel de Ruhpolding.

## Palmarès
Tous les résultats ont pour source l'Union Internationale de Biathlon.

### Championnats du monde
| Event            | Individuel | Sprint | Poursuite | Mass start | Relais | Relais mixte | Relais mixte simple |
| ---------------- | ---------- | ------ | --------- | ---------- | ------ | ------------ | ------------------- |
| Nové Město 2024  | 48e        | 54e    | 34e       | —          | 8e     | 20e          | 12e                 |
| Lenzerheide 2025 |            |        |           |            |        |              |                     |

### Coupe du monde
- Meilleur classement général : 34e en 2024.
- Meilleur résultat individuel : 7e de l'individuel de Ruhpolding en 2025.
- 1 podium en relais simple mixte : 1 troisième place.

#### Classements en Coupe du Monde
| Saison    | Individuel | Individuel | Individuel | Sprint  | Sprint | Sprint   | Poursuite | Poursuite | Poursuite | Mass start | Mass start | Mass start | Général | Général | Général  |
| Saison    | Courses    | Points     | Position   | Courses | Points | Position | Courses   | Points    | Position  | Courses    | Points     | Position   | Courses | Points  | Position |
| --------- | ---------- | ---------- | ---------- | ------- | ------ | -------- | --------- | --------- | --------- | ---------- | ---------- | ---------- | ------- | ------- | -------- |
| 2021-2022 |            |            |            | 1       | -      | nc       | 1         | -         | nc        |            |            |            | 2       | -       | nc       |
| 2022-2023 | 2 / 3      | -          | nc         | 2 / 7   | 47     | 38e      | 2 / 7     | 19        | 55e       | 1 / 4      | 8          | 42e        | 7 / 21  | 74      | 47e      |
| 2023-2024 | 3 / 3      | 30         | 32e        | 7 / 7   | 54     | 38e      | 5 / 7     | 46        | 35e       | 1 / 4      | 31         | 30e        | 16 / 21 | 161     | 34e      |

#### Podium en relais
| No. | Saison    | Date        | Lieu              | Niveau         | Épreuve             | Place | Partenaire     |
| --- | --------- | ----------- | ----------------- | -------------- | ------------------- | ----- | -------------- |
| 1   | 2023–2024 | 3 mars 2024 | Oslo Holmenkollen | Coupe du monde | Relais mixte simple | 3e    | Suvi Minkkinen |